# Мощный (остров)
Мощный (швед. Lövskär, фин. Lavansaari, эст. Lavassaar, до 1951 г. рус. Лавенсари, Лавенсаари, Лавансаари) — остров в Финском заливе, административно относящийся к Кингисеппскому району Ленинградской области. Расположен южнее Большого корабельного фарватера, в 130 км к западу от Санкт-Петербурга. Выборг находится в 90 км к северо-востоку от острова, Гогланд — в 40 км к западу. До скалы Вигрунд на юго-западе — 25 км: столько же, сколько до расположенного на юго-востоке Кургальского полуострова. Ближайший к Мощному остров — Малый — находится в 6 км на восток.

## Происхождение названия
Прежнее название острова «Лавенсаари» образовано, как полагают, из финских слов lavea — «широкий, обширный», и saari — «остров», ибо его размеры в сравнении с размерами близлежащих островов — больше.

## География

Неофициальный герб бывшей островной коммуны

Площадь Мощного составляет 13,4 км². Остров состоит из двух частей, соединённых песчаным перешейком шириною в 0,3 км. Обе части низкие, сильно изрезаны и поросли хвойным лесом. Восточная часть значительно меньше по размеру западной и носит название полуостров Промежуточный. Бухт возле острова пять: Малмигет-Лахти, Окольная, Зарница, Рыбачья и Защитная. Из них три найдены пригодными для организации яхтенных убежищ. Окольная бухта находится к северу от перешейка, Защитная — к югу, Рыбачья — на северо-западе острова, возле ныне не существующего посёлка. Бухта Рыбачья имеет фарватер сложной конфигурации: в три колена. Её берега — низкие и каменистые, кроме восточного, где находятся пески косы Киркови. На юге острова, на расстоянии 1,6 км от берега, находится озеро, богатое щукой, окунем и плотвой.
Остров, аналогично Гогланду и Сескару, почти необитаем. Исключение составляют персонал небольшой погранзаставы с радиотехническим постом (радиолокационного и визуального дозора), поста освещения надводной и подводной обстановки Ленинградской военно-морской базы и семьи лесника и смотрителя маяка. На острове имеются вертолётная площадка и старый заброшенный аэродром.

## Маяки
На Мощном расположены три маяка, два из которых — створные. Нестворный маяк находится на северной оконечности острова и представляет собою выкрашенную в красный цвет решётчатую башню. Фокальная плоскость его находится на высоте 30 м. Даёт три белых вспышки каждые 10 сек. Створные маяки расположены на юго-западном конце острова и на восточном — на полуострове Промежуточном. Первый из них состоит из двух башен: передней каменной, высотою в 19 м, и задней решётчатой — в 29 м. Обе башни зажигают свет на 1,5 сек. через каждые 1,5 сек. Второй створный маяк состоит из двух решётчатых башен в 16 (передняя) и 26 (задняя) метров. Передняя башня быстро мигает белым светом, задняя светит 2 сек. через 2 сек.

## История

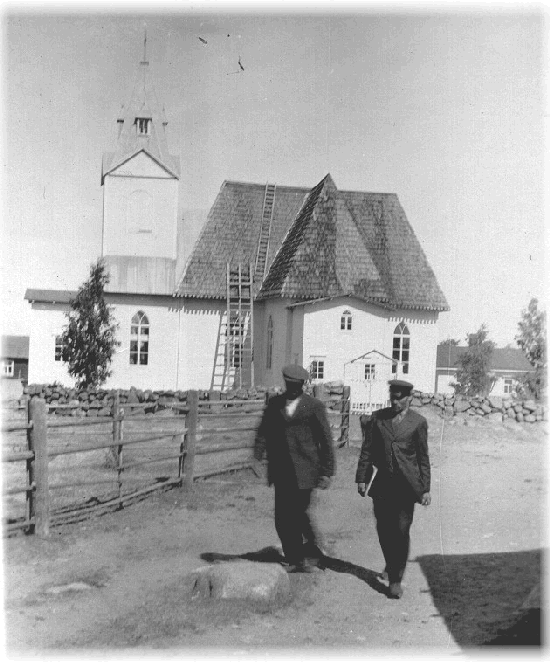
Кирха после перестройки колокольни

Перешёл к России от Швеции в 1721 году по Ништадтскому мирному договору. В 1742 году, во время русско-шведской войны (1741—1743), рейды острова служили точкой рандеву русского флота. В 1783 году возведена кирха, колокольня которой перестроена в 1910 году. В январе 1808 года, во время русско-шведской войны (1808—1809), у острова произошёл бой линейного корабля «Борей» под командою капитана 1-го ранга Устина Мура с двумя британскими фрегатами, воспрепятствовавший высадке десанта со шведского транспорта на остров Котлин. В 1889 году построили школу, сгоревшую в 1895 году. В 1896 году на её месте возвели новую. В конце января 1900 года благодаря обмену сообщениями по первой практической радиолинии Александра Степановича Попова были спасены с оторвавшейся льдины 27 островных рыбаков.
Во время Первой мировой войны, в 1916—1917 годах, Балтийский флот оборудовал остров береговой артиллерией, расположив здесь батарею десятидюймовых орудий и батарею шестидюймовых орудий, а также железной дорогой для её обслуживания. В марте 1918 года финский отряд занял остров и в конце того же месяца обстрелял ледокол «Ермак», шедший в Гельсиингфорс для проводки линейного флота в Кронштадт. В 1920 году остров перешёл по Тартускому мирному договору к Финляндии и был демилитаризован — батареи демонтировали.

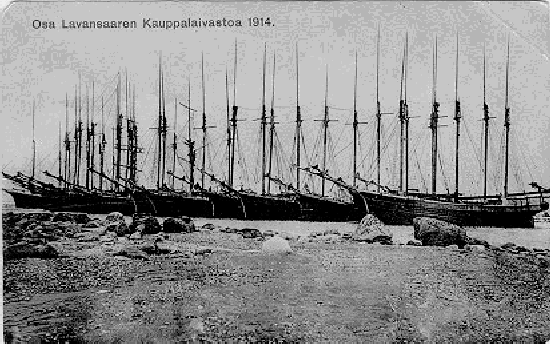
Островной флот в 1914 г.

В 1923 году население острова достигло исторического максимума, составив 1338 человек — островная коммуна была самой плотно заселённой во всём Выборгском округе, к которому относился Лавенсаари. Жители были в основном карелами из района Койвисто и из Эстонии. Основным промыслом являлись рыбная ловля и оказание транспортных услуг. В 1915 году флот острова составлял от 75 до 85 судов, осуществлявших торговые перевозки между Россией, с одной стороны, и Финляндией и Швецией — с другой. После получения Финляндией независимости объём перевозок резко упал, что привело к снижению числа судов. При этом остров стал одним из пунктов контрабанды из Финляндии в РСФСР. В 1933 году была построена больница.
Во время Советско-финской войны (1939—1940) остров был занят двумя усиленными ротами советской морской пехоты 30 ноября 1939 г. Десантированию предшествовала артиллерийская подготовка с 17-й железнодорожной батареи, находившейся возле Курголово. Жители острова вывезли своё движимое имущество загодя, в октябре 1939 г., когда война стала казаться неизбежной. Зимняя оборона КБФ всю войну держала на острове гарнизон, снабжавшийся по снежной дороге. В марте 1940 г. остров имел условное название Москва. По Московскому мирному договору 1940 года остров отошёл Советскому Союзу.
После начала Великой Отечественной войны, когда в конце августа 1941 года вермахт прорвал Лужскую укреплённую позицию на подступах к Ленинграду, на острова Лавенсаари и Сескар переправили несколько стационарных батарей. Нехватка осенью того же года на островах Гогланд и Лавенсаари топлива, воды, боеприпасов и ремонтных возможностей не позволила расположить там базы кораблей дозора, которые были вынуждены базироваться в Кронштадте. После эвакуации Балтийским флотом 2 декабря базы Ханко и 7 декабря 1941 г. Гогланда, остров оказался самой западной точкой обороны РККФ и выдвинутой вперед манёвренной базой. Отсюда осуществлялась проводка из Кронштадта подводных лодок до точек погружения и их встреча. Остров служил базой для штурма Гогланда и Большого Тютерса: 30 декабря 1941 года с него отправился отряд полковника Алексея Баринова, сформированный из гарнизонов Лавенсаари и Сескара; 7 января и 15 марта 1942 года отсюда же отправлялись немногочисленные подкрепления; на остров 28 и 29 марта того же года вернулись остатки выбитого с Гогланда отряда. 8 и 13 апреля 1942 г. по приказу Военного совета Балтийского флота с острова были произведены два штурма Большого Тютерса, окончившиеся неудачей.
В начале 1942 года ПВО острова осуществлял 2-й отдельный зенитно-артиллерийский дивизион в составе четырёх батарей 85 и 76-мм орудий и двух батарей малого калибра. Осенью 1942 на Лавансаари был построен аэродром. В 1942 году на острове установили радиолокатор дальнего обнаружения РУС-2, а в 1943 РЛС орудийной наводки СОН-2.

Малая дорога жизни (на карте Лаверсари — Лавансаари).

В зимний период 1941—1942 годов и 1943—1944 годов действовала ледовая автомобильная дорога Шепелёвский маяк — Сескар — Лавенсаари протяжённостью 71 км, которую обслуживали инженеры флота. Зимой 1942—1943 гг. льда в районе островов Сескар и Лавенсаари не было. В 1942 году Лавенсаари был включён в Островной сектор обороны Балтийского флота вместе с островами Малый и Сескар. Все три острова были значительно укреплены флотскими инженерами: «было построено около 200 пулемётных, 20 артиллерийских дзотов, более 450 убежищ для личного состава, установлено около 70 километров проволочных заграждений и свыше 5 километров противопехотных минных полей.» Основными операциями кораблей, базировавшихся на Лавенсаари, в 1942 году стали проводка 50 конвоев из Кронштадта и обратно с постоянными морскими и воздушными сражениями на главном фарватере и в районе Островного сектора обороны, 61 проводка подводных лодок в эскортах, траление восточной части Финского залива и несение службы в дозорных линиях. 18 ноября 1942 г. в гавани острова финскими торпедными катерами «Сюёксю» (Syöksy), «Винха» (Vinha) и «Вихури» (Vihuri) была потоплена канонерская лодка «Красное Знамя».
Осенью 1943 года моряки Островного сектора прорвали Гогландскую минную позицию кригсмарине, имевшую 27 заграждений в несколько линий и ярусов, проделав в ней три фарватера. Остров при проведении этой операции подвергался немцами воздушным и артиллерийским ударам. 24 сентября германская батарея с острова Большой Тютерс уничтожила склад боеприпасов на острове. В феврале 1944 года, используя пробитые фарватеры, с острова в район деревни Мерикюля высадился морской десант. В июне того же года базировавшиеся на острове катера-тральщики протралили Выборгский залив в преддверии Бьёркской десантной операции. После войны, в ноябре 1945 года, островную военно-морскую базу перевели в Пиллау, сформировав на её основе Пиллаускую военно-морскую базу.

## Примечания

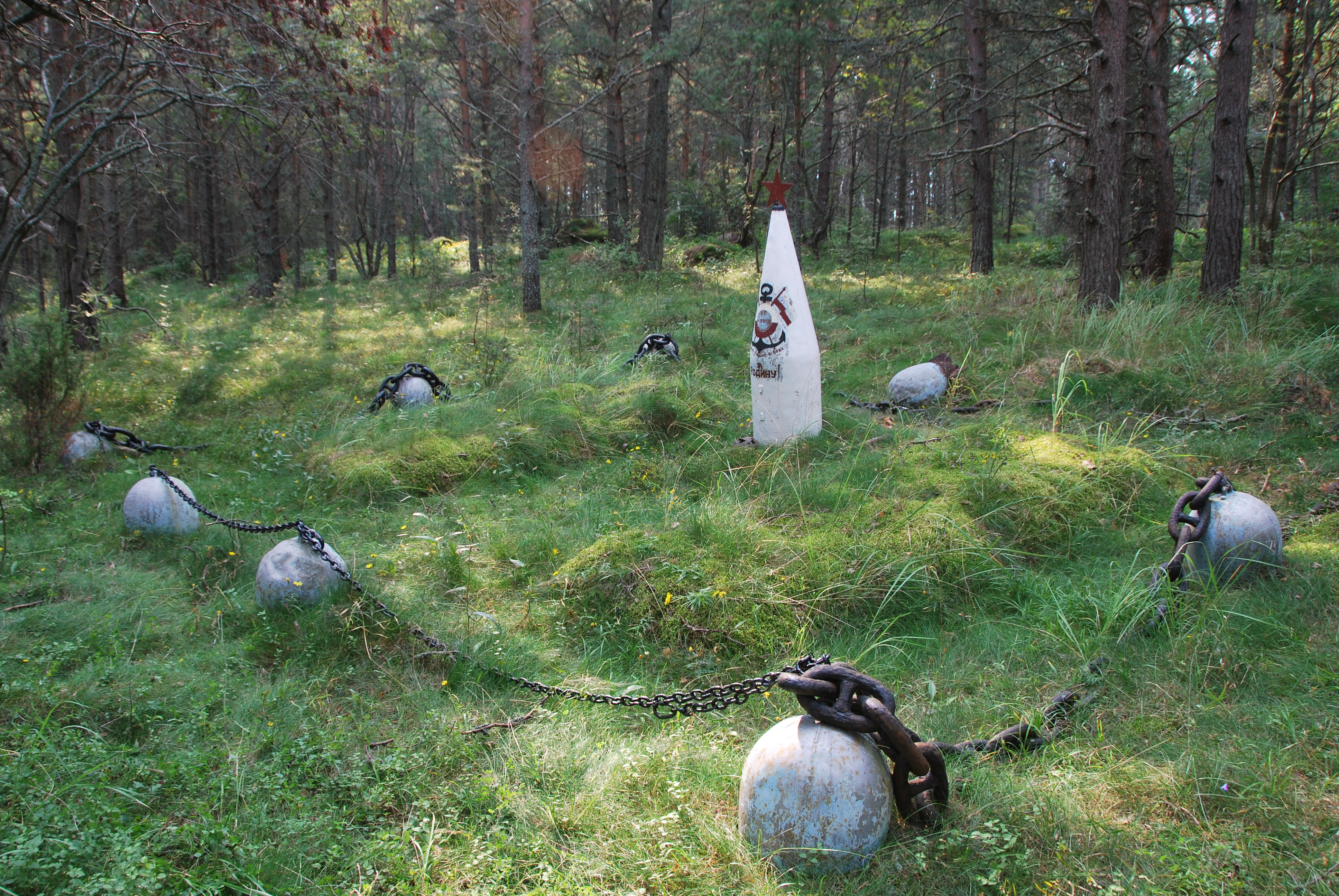
Мемориал павшим воинам на Лавенсаари

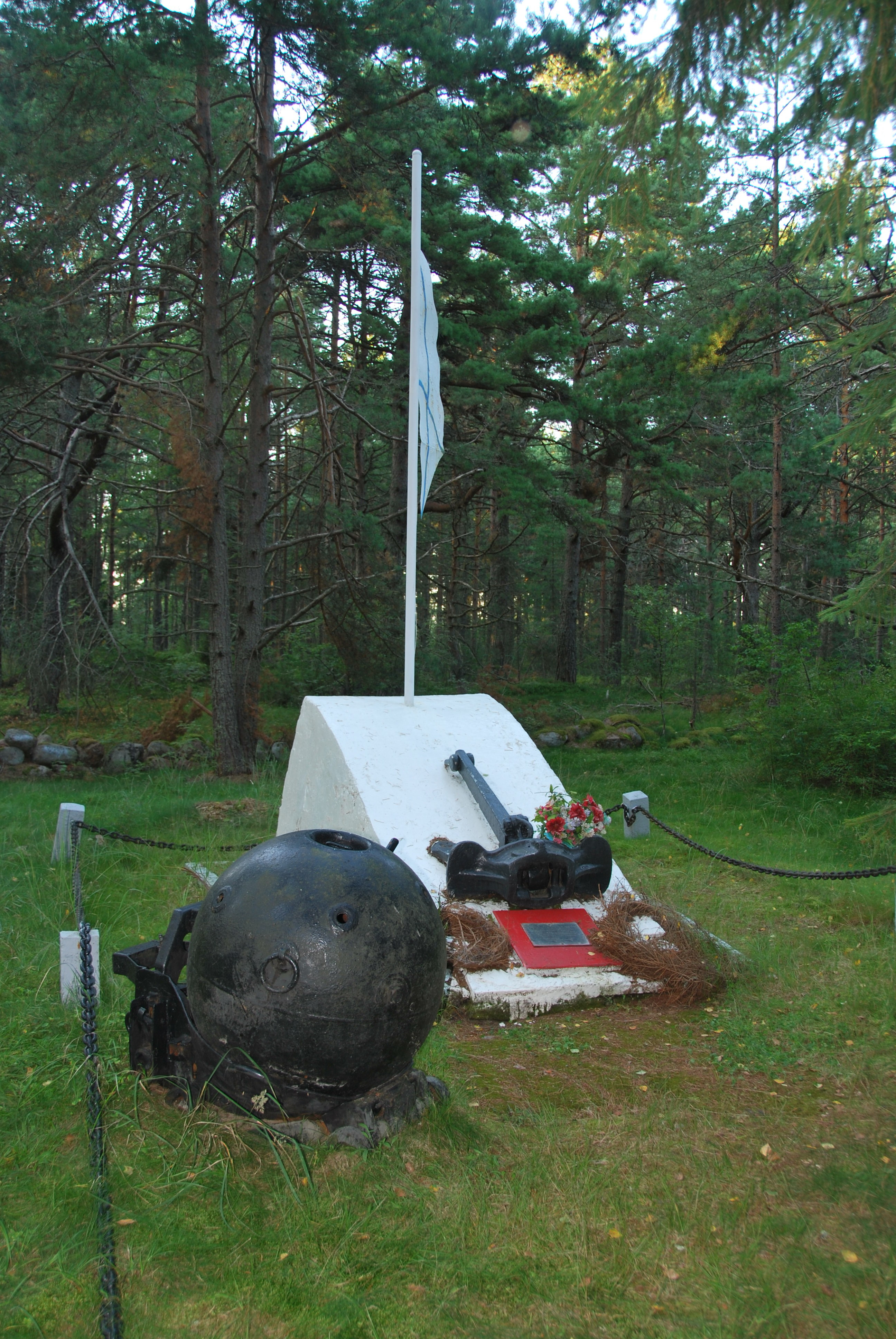
Мемориал защитникам Ленинграда

## Топографические карты
- Лист карты P-35-XXXIII,XXXIV Котка. Масштаб: 1 : 200 000. Указать дату выпуска/состояния местности.
- Лист карты O-35-IV Кохтла-Ярве. Масштаб: 1 : 200 000. Издание 1973 г.